# Fumarioideae
Fumarioideae es una subfamilia  perteneciente a la familia Papaveraceae, tiene las siguientes tribus y géneros:
- Tribu: Hypecoeae Dumort., 1827

- Un único género: Hypecoum L., 1753. Región mediterránea hasta Mongolia y China occidental.

- Tribu: Fumarieae Dumort., 1827

- Adlumia Raf. ex DC., 1821. Norteamérica oriental, Corea, China.
- Capnoides Mill., 1754. Norteamérica boreal.
- Ceratocapnos Durieu, 1844. Sudoeste de Europa, noroeste de África, Mediterráneo oriental.
- Corydalis DC., 1805, nom. cons. Eurasia, Norteamérica, África oriental.
- Cryptocapnos Rech.f., 1968. Afganistán central.
- Cysticapnos Mill., 1754. Sudáfrica.
- Dactylicapnos Wall., 1826. Himalaya.
- Dicentra Bernh., 1833, nom. cons. Asia oriental, Norteamérica.
- Discocapnos Cham. & Schltdl., 1826. Sudáfrica.
- Ehrendorferia Fukuhara & Lidén, 1997. Estados Unidos occidentales.
- Fumaria L., 1753. Región mediterránea, Himalaya, África oriental.
- Fumariola Korsh., 1898. Asia central.
- Ichtyoselmis Lidén & Fukuhara, 1997. China.
- Lamprocapnos Endl., 1850. China, Corea.
- Platycapnos (DC., 1821) Bernh., 1833. Región mediterránea occidental.
- Pseudofumaria Medik., 1789. Italia, Balcanes.
- Rupicapnos Pomel, 1860. África noroccidental.
- Sarcocapnos DC., 1821. España, Marruecos, Argelia.
- Trigonocapnos Schltr., 1899. Sudáfrica.

- Datos: Q5692050
- Multimedia: Fumarioideae / Q5692050
- Especies: Fumarioideae